# Academia Bârlădeană
Academia Bârlădeană este o societate culturală înființată la Bârlad în anul 1915. Societatea, care și-a întrerupt activitatea după 1957 și a fost reînființată în anul 1990, editează o revistă trimestială ce poartă același nume, Academia Bârlădeană. 

## Istoric
La 1 mai 1915, poetul George Tutoveanu, preotul Toma Chiricuță, tatăl profesorului Ion Chiricuță, și Tudor Pamfile au înființat la Bârlad Societatea literară „Academia bârlădeană” al cărei președinte de onoare era Alexandru Vlahuță, iar George Tutoveanu președinte în exercițiu.
Bârladul perioadei interbelice se caracterizează printr-o foarte bogată producție literară de o incontestabilă valoare, cu o contribuție de luat în seamă, reprezentând publicistică, operă și talente literare.
Activitățile academiei au fost extinse în anii 1920 și 1930. La întâlnirile academiei participau intelectuali din Bârlad și din alte orașe ale României. Poeți ca Vasile Voiculescu, Ion Barbu and George Bacovia au citit unele din poeziile lor la aceste întâlniri.
Este de menționat prezența regulată a doctorilor Iuliu  and Virgil Nițulescu, G. Alexandrescu, profesor la Liceul Gh. Lazăr din București , C. Gruia, profesor la Școala Normală din Ploiești, M. Rădulescu, profesor la liceul din Buzău. Dintre ceilalți participanți pot fi amintiți Donar Munteanu, Victor Ion Popa, Vasile Voiculescu, Mihai Lungeanu, I.M. Rașcu, I. Valerian, Petru Cancel, căpitan Iulian Popovici, căpitan G. Alexandrescu, Mihai Lupescu, Natalia Pașa, George Pallady, G.M. Vlădescu, George Ponetti, C.R. Crișan, Virgil Duiculescu, Dr. Isac Veinfeld (Ion Palodă) and N. Bogescu. The academy also tried to attract younger intellectuals. Noua generație era reprezentată de George Nedelea, Vasile Damaschin, Ștefan Cosma, G.G. Ursu, George Damaschin, Cicerone Mucenic, M. Panaite, Constantin Rânzescu, G. Ioniță, Paul Viscocil, Emil Tudor, Constantin Dimoftache Zeletin. Alți membri ai academiei, printre care Nichifor Crainic, Pamfil Șeicaru, Atanasie Mândru, Gheorghe Tașcă, Ion Buzdugan, V. Savel, Gr. Veja, N.N. Lenguceanu, C. Z. Buzdugan, I. Pajură, N. Lupu, Aurel Balaban, Zoe C. Frasin, Ion Vicol și Marieta Creangă au avut o activitate mai puțin susținută. 
Sub auspiciile Societății „Academia Bârlădeană” au fost tipărite reviste, volume de literatură și au fost organizate manifestări culturale ample. .
Activitatea societății a diminuat în perioada postbelică și s-a întrerupt în 1957 după moartea lui George Tutoveanu. În anul 1990 societatea a renăscut prin inițiativa unui grup de intelectuali bârlădeni care a decis fondarea „Societății pentru cultură și știință Academia Bârlădeană”, președinte de onoare fiind ales scriitorul C.D. Zeletin.
În prezent societatea editează o publicație trimestrială ce poartă același nume, Academia Bârlădeană, și sprijină atâta editarea de volume ale scriitorilor locali cât și publicarea de lucrări ce tratează diferite aspecte ale istoriei și vieții culturale bârlădene .

## Reviste și ziare
- Făt Frumos - a apărut între 15 martie 1904 - 15 mai 1906 sub direcția lui George Tutoveanu și 1 martie - 1 aprilie 1909 sub direcția lui Emil Gârleanu.
- Florile dalbe - a apărut în 19 numere (1 ianuarie - 15 decembrie 1919), comitetul de redacție fiind compus din George Tutoveanu, Vasile Voiculescu, T. Pamfilie, L. Lungeanu.
- Graiul Nostru - a apărut din aprilie 1925 până în decembrie 1927.
- Scrisul nostru - a apărut între ianuarie 1929 și octombrie 1931, sub direcția lui George Tutoveanu.
- Academia Bârlădeană -

Alte ziare și reviste din epocă:
- Răzeșul - Virgil Caraivan
- Documente Răzășești - Virgil Caraivan
- Glasul Nostru
- Moldova - a apărut între 2 ianuarie 1931 - 26 decembrie 1931 și 1 martie - 15 iunie 1932.